# バスケットボールデンマーク代表
バスケットボールデンマーク代表(Denmark national basketball team)は、デンマークバスケットボール連盟によって国際大会に派遣されるデンマークのバスケットボールのナショナルチームである。

## 歴史
ユーロバスケットには1950年代に3度出場。最高位は1951年の14位であった。
以降は欧州レベルの国際大会から遠ざかっている。

## 主な国際大会成績
- 夏季オリンピック
  - 出場なし
- 世界選手権
  - 出場なし
- ユーロバスケット
  - 5位：1951年

## 歴代代表選手
- イッフェ・ルンドベリ
- ケビン・ラーセン
- ダルコ・ユキッチ
- シェボン・シールズ
- ヨナス・ゾホレ
- バカリ・ディバ
- グスタフ・クヌドセン
- トビアス・イェンセン
- フレデリック・ドライヤー
- マッツ・ストゥラップ
- リアム・セーレンセン
- シルヴェスター・ベルグ
- マーカス・エンゲルハルト

## 歴代ヘッドコーチ
- エレズ・ビットマン (2017-2021)
- アーネル・デディッチ (2021-2022)
- アラン・フォス (2022-)